# Хакама
Хакама (袴) је одевни предмет сличан панталонама који се традиционално носи у Јапану. 
Пореклом су из Кине где су их носили на царском двору током династије Суеј и Танг али су их Јапанци прихватили и почели да их носе од 6. века нове ере. Хакама се везује око струка а њене ногавице дуге су до чланака. Носи се преко основног кимона.
Постоје два типа хакаме, са одвојеним ногавицама - уманори (馬乗り, (хакама за јахање)) и без - андон бакама (行灯袴, (хакама облика лампе/фењера)). На тело се привезује уз помоћ четири траке које се називају химо. Две дуже траке служе да се хакама привеже с предње стране, док се две мање траке обично привезују позади (може да варира). Врх задњег дела одеће има крут трапезоидан део, назван коши-ита (腰板). Испод тога са предње стране налази се хакама-доме (袴止め) (додатак попут кашике који се понекад назива и хера) сакривен испод оби појаса или химо траке који служи да држи хакаму на месту. 
Хакама има седам дубоких набора, две позади и пет на предњој страни које на први поглед изгледају једнако распоређени али су у суштини асиметрични (три су на десној, две на левој страни). 

## Мушка хакама
Најформалнији тип мушке хакаме је направљен од грубе, тврђе свиле и обично је беле, црне или тегет боје. Оне се носе у комбинацији са црним „монцуки“ кимоном (кимоном са једним до пет породичних грбова на себи), белим таби чарапама (са издвојеним палцем), белим нагађубан кимоном (под-кимоно) и разним врстама обуће. Када је хладно, носи се и хаори (јапански сако).
Хакама се може носити са свим типовима кимона осим са јукатом (летњи лаки кимоно). Док се једнобојна хакама црне, беле и сиве боје обично носи уз званичан кимоно, пругасте хакаме других боја могу се комбиновати уз мање званичне одевне комбинације. 
Иако је хакама у прошлости била део стандардне ношње Јапанаца данас се носи само у одређеним околностима попут венчања, сахрана, током чајних церемонија. Такође је редовно носе практиканти одређених борилачких вештина као што је кендо, лаидо, таидо, аикидо, кјудо и др. Сумо борци не носе хакаму током борбе и тренинга али се од њих захтева да је носе кад се појављују у јавности. 
Ван тога хакама је део свакодневне ношње шинто свештеника (кануши), који их носе при званичним обредима у храму. 

### Огучи-хакама, уенобакама
Оба ова типа су се носиле на двору и била део званичне „сокутаи“ (束帯) одеће. Огучи-хакама (大口袴) се носи испод главне хакаме, најчешће је црвене боје и привезује се са леве стране носиоца. Уенобакама (表袴) је беле боје, привезује се са десне стране и носи се преко Огучи-хакаме. Овакав стил ношње потиче још од Нара периода.

### Камишимо, катагину и нага-бакама
Камишимо је сет опреме старих самураја међу којима спада и посебна хакама ношена током Едо периода и обухвата званични кимоно, хакаму и јакну без рукава која се зове „катагину“. Током посете шогуну или даимјоу самураји су понекад имали обавезу да носе дужу хакаму која се називала „нага-бакама“ (дуга хакама). Она је имала знатно дуже ногавице које су ишле преко стопала (ногавице су се газиле) и спречавале носиоца да нормално хода што осујећује могуће покушаје изненадног напада (видети слику овде). Нага-бакама се носи и у позоришту Но, кабуки представама и шинто ритуалима.

### Карусан-бакама
Неке хакаме су током ратног Сенгоку периода дизајниране да буду уже по угледу на панталоне које су носили Португалци. Овакав стил је опстао до Едо периода где су их називали карусан-бакама. Она је имала и додатну тканину као осигурање слично мажетнама код панталона (привезивала се на чланцима, листовима) па се није скидала као стандардна хакама. По изгледу сличиле су чакширама, а понекад се називају и тацуке–хакама. 

### Сашинуки и јорои хакама
Сашинуки су тип хакаме попут данашњих панталона пумпарица. Дуже су од стандардне хакаме али имају траку на ногавицама која се привезивала на чланке па је као таква добијала облик балона. Уместо стандардног броја фалти, сашинуки има четири. 
Јорои хакаму која је била ојачана металом и служила као део оклопа носили су самураји у рату и борби. 

## Женска хакама
Хакаму коју носе жене се разликује од мушког модела од материјала до метода шивења. Мушкарци носе хакаму у званичним као и у слободним варијантама, док је жене носе веома ретко, најчешће при дипломирању или у борилачким спортовима (аикидо, кендо, нагината). Ипак стандардна је у одећи свештеница мико које помажу у шинто церемонијама. Њихова одећа се састоји од белог кимона и црвене хакаме, понекад и нага-бакаме.
Што се тиче дизајна жене не носе пругасте као мушарци већ се ограничавају на једнобојне или цветног и сличног мотива. Начин привезивања је другачије па их жене привезују тик испод груди док је мушкарци привезују на струку. 

## Везивање и паковање хакаме
Постоји више начина да се веже једна хакама а на то може утиче и сам тип хакаме. Жене је обично повезују у једноставан чвор док мушкарци врпце привезују око леђа па преко стомака (предње врпце), понекад опет на леђима. Неке се везују око обија (појаса), неке са стране.
Као и у случају других традиционално јапанских одевних предмета, важан је начин на који се хакама савија при одлагању како би се избегло оштећење и продужио век њеног трајања (поготово кад је израђена од свиле). То је код хакаме још очигледније будући да има толико набора и трака па је веома битна техника савијања.
У неким борилачким вештинама се посебно учи овај процес, а највише рангирани ученик има одговорност да савије хакаму свог учитеља као израз поштовања.